# Upplands runinskrifter 1163
Upplands runinskrifter 1163 (runinskrift U 1163) eller Drävlestenen är en bild- och runsten från Drävle i Altuna socken och Enköpings kommun, Simtuna härad i Uppland. Dess nuvarande plats är i Göksbo.
Den är en av åtta kända sigurdsristningar med bildmotivet hämtat ur Völsungasagan. U 1175 är förmodligen en kopia av U 1163, dock utan runor.
Stenen stod ursprungligen på Drävle ägor, invid Billerstena, precis vid gränsen mellan byarna. I antikvitetsrannsakningarna 1682 beskrivs den "Wppå Billersteena ägor finnes på ett högt bergh der straxt hoos En gambl. Skanzt, Brogeskantz be:dh af något nedfallne murar, och lijtet stycke nedan widh berget een Runsten medh rijtning uppå". Den omtalade "skansen" är fornborgen Borgberget. Stenen observeras av flera besökare under 1600-talet till 1800-talet, Richard Dybeck är den förste som noterat att stenen ligger över rågångsskillnaden in på Drävle ägor. Ägaren av Göksbo Lars von Engeström begärde 1877 hos vitterhetsakademin att få flytta stenen från sin dåvarande plats, då han menade att den lätt kunde skadas av betesdjuren på sin nuvarande plats och stående i en hage lätt försvinna, och i stället ställa upp den på gårdstunet vid Göksbo säteri. Flyttningen godkändes och genomfördes 1878 och väckte stort missnöje bland befolkningen i Altuna, och kommunalstämmans representant beklagade sig inför Upplands fornminnesförening, som förde saken vidare. Någon åtgärd ledde det inte men riksantikvarien kom att dock att skicka ett insinuerande brev till vitterhetsakademin som godkänt flytten. 
Äldre sägner talar även om en äldre flytt av stenen, återgiven i Enköpingsposten 1947. "Det var en bonde i Drävle för 80-90 år sedan, som hette Per Jonsson. Han skulle föra hem den där runsten till Drävle för ta han te plansten ve farstudörren. När dom skulle forsla dän den, så försökte dom först me två hästar, men dom rådde inte, då tog dom ett par te. De var me knapp nöd, att dom kunde komma te gåln me sten ändå. Hästarna vart så svettiga, att 'löddern' stod om dom. Nu la Per Jonsson dit sten. Men om nätterna var'e så oroligt å' lät så illa å' jämra sej utanför, så folke i gåln feck ingen ro alls. Mycke olyckor hände också. En åv sönren halkade omkull på den där trappsten å bröt bene åv sej. De va inte någe bra alls ve gåln, sen den där sten kom dit. Då säger gumman i huse åt Per Jonsson: Den där sten får ni allt ta och forsla tebaks igen, där ni tog honom, så b'ire ro hänne. Då forsla dom tebaks en igen och en häst drog honom med lätthet. Å sen vart de luggt å bra i gåln igen". En variant av sägnen återges i Upplands fornminnesförenings tidskrift 1927. Redan Richard Dybeck återgav 1876 en snarlik sägen.

## Inskriften
Translitterering av runraden:
uiþbiurn × ok : karlunkr : ok × erinker : ok × nas(i) × litu × risa × stii × þina × eftir × eriibiun × f[aþu]r × sii × snelan
Normalisering till runsvenska:
Viðbiorn ok Karlungʀ ok Æringæiʀʀ/Æringærðr ok Nasi/Næsi letu ræisa stæin þenna æftiʀ Ærinbiorn, faður sinn sniallan.
Översättning till nusvenska:
Vidbjörn och Karlung och Ärenger och Nase läto resa denna sten efter Ärenbjörn, sin käcke fader.

## Ornamentiken

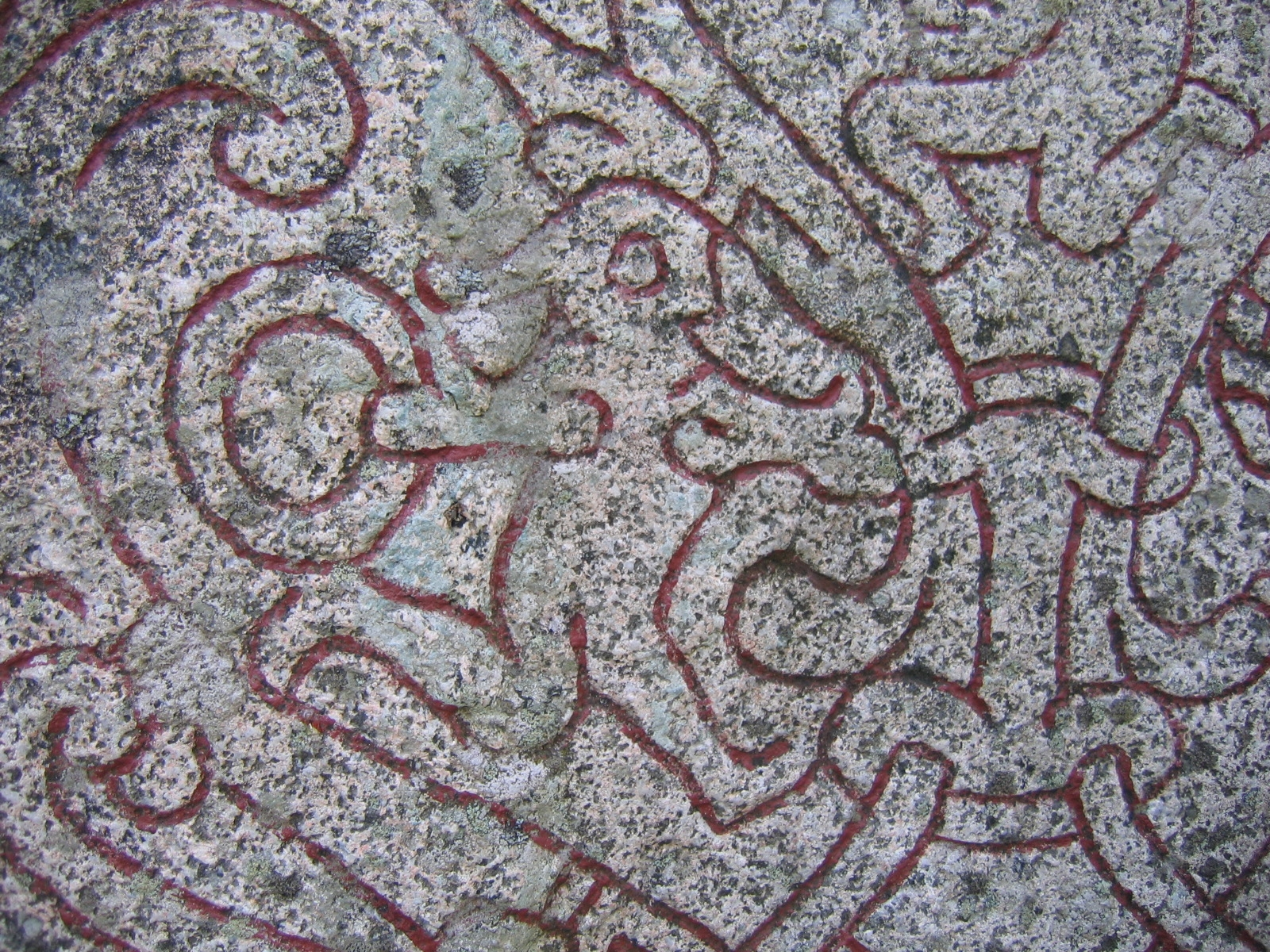
Dvärgen Andvare kommer springande med den magiska ringen i sin hand.

Ornamentiken som går i Ringerikestil är ytterst välgjord och motivet illustrerar en scen ur sagan om Sigurd Fafnesbane. Ristningen visar hur Sigurd sticker sitt svärd rakt upp genom ormens buk, snett nedanför Sigurds fötter syns dvärgen Andvare och valkyrian Sigdriva, som räcker honom ett dryckeshorn. En kombination av livets träd och ett kristet kors är inflätat i ristningens växtornamentik på stenens övre del och i basen är ormen Fafners hals och svans kopplade med ett hjärtformat lås.

## Se även

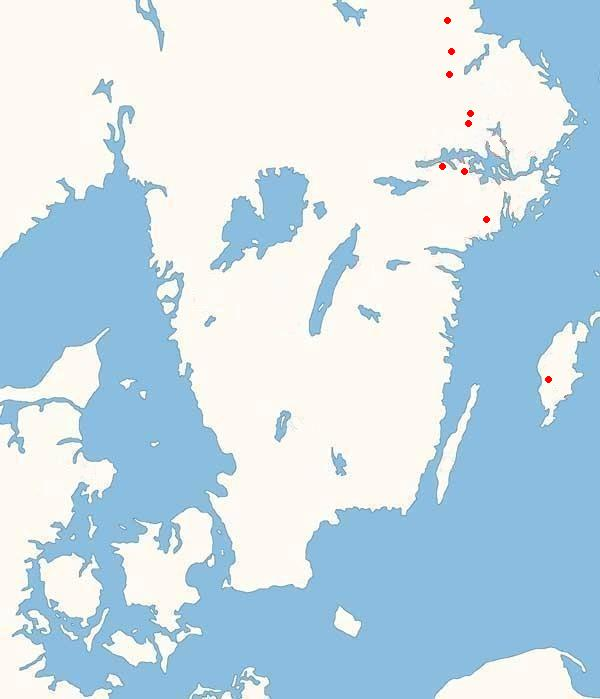
Sigurdsristningar i Sverige.